# President van Oekraïne
De president van Oekraïne is het staatshoofd van Oekraïne. Het ambt van president van Oekraïne werd voor het eerst gebruikt in 1917 in de Oekraïense Volksrepubliek. Na de Oekraïense onafhankelijkheid in 1991 werd het ambt van president weer heringevoerd, ditmaal voor het huidige Oekraïne. De huidige president van Oekraïne is Volodymyr Zelensky, die sinds 2019 de president is.

## Rol van de president

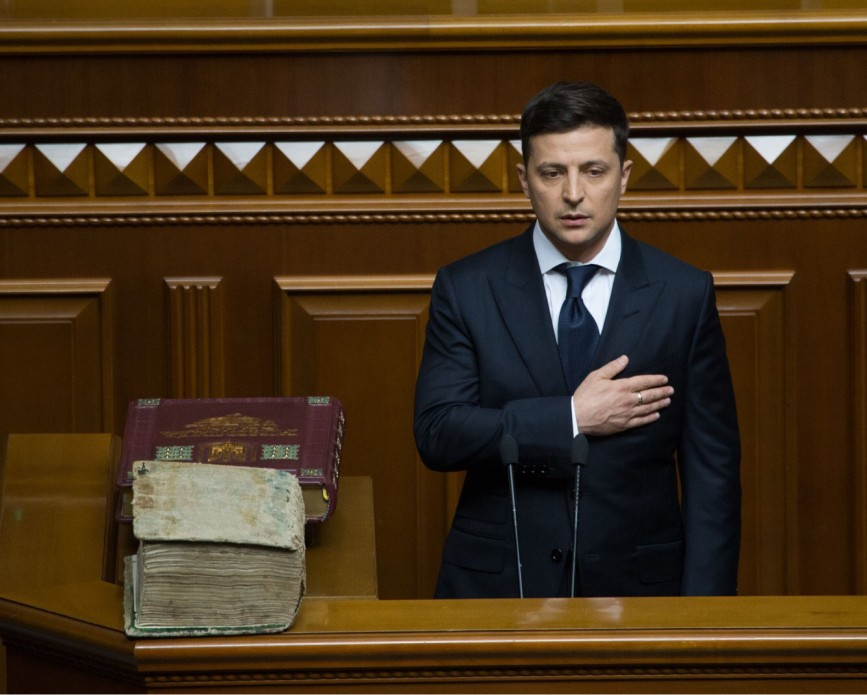
Zelensky tijdens de eedaflegging tot president. Naast hem ligt de grondwet van Oekraïne.

In Artikel 106 van de grondwet van Oekraïne staat welke rechten de president van Oekraïne heeft en welke plichten de president moet uitvoeren.
De president van Oekraïne:
- Waarborgt de onafhankelijkheid van de staat, de nationale veiligheid en de juridische opvolging van de staat.
- Spreekt de mensen aan met berichten en de Verchovna Rada met jaarlijkse en speciale berichten over de binnenlandse en buitenlandse situatie van Oekraïne.
- Vertegenwoordigt de staat in internationale betrekkingen, beheert de buitenlandse politieke activiteiten van de staat, voert onderhandelingen en sluit internationale verdragen van Oekraïne.
- Neemt besluiten over de erkenning van buitenlandse staten.
- Benoemt en ontslaat hoofden van diplomatieke missies van Oekraïne bij andere staten en bij internationale organisaties; accepteert geloofsbrieven en terugroep brieven van diplomatieke vertegenwoordigers van buitenlandse staten.
- Wijst een geheel Oekraïens referendum aan over wijzigingen van de grondwet van Oekraïne in overeenstemming met artikel 156 van de grondwet; roept een geheel Oekraïens referendum uit op een volksinitiatief.
- Wijst speciale verkiezingen aan voor de Verchovna Rada binnen de voorwaarden die in de grondwet zijn vastgelegd.
- Beëindigt het gezag van de Verchovna Rada in de gevallen gespecificeerd in de grondwet.
- Stelt, op voorstel van de parlementaire coalitie gevormd in de Verchovna Rada, een voorstel in over de benoeming door de Verchovna Rada van Oekraïne van de premier van Oekraïne, uiterlijk vijftien dagen na ontvangst van een dergelijk voorstel.
- Legt het voorstel over de benoeming van de minister van Defensie en de minister van Buitenlandse Zaken voor aan de Verchovna Rada.
- Benoemt en ontslaat de procureur-generaal, met toestemming van de Verchovna Rada.
- Benoemt en ontslaat de helft van de leden van de Raad van de Nationale Bank.
- Benoemt en ontslaat de helft van de samenstelling van de Nationale Raad voor de televisie- en radio-omroep.
- Legt het voorstel over de benoeming en het ontslag van het hoofd van de veiligheidsdienst voor aan de Verchovna Rada.
- Schort de uitvoering op van besluiten van het kabinet van ministers op grond van de strijdigheid ervan met de grondwet, en betwist tegelijkertijd de grondwettigheid van dergelijke handelingen voor het Constitutionele Hof.
- Trekt besluiten van de Raad van Ministers van de Autonome Republiek van de Krim in.
- Is de opperbevelhebber van de strijdkrachten van Oekraïne; benoemt en ontslaat het opperbevel van de strijdkrachten en andere militaire formaties; bestuurt op het gebied van de nationale veiligheid en defensie van de staat.
- Leidt de Raad voor Nationale Veiligheid en Defensie.
- Legt de verklaring van de staat van oorlog voor aan de Verchovna Rada, en neemt, in geval van gewapende agressie tegen Oekraïne, een besluit over de inzet van de strijdkrachten en andere militaire formaties die zijn opgericht in overeenstemming met de wetten van Oekraïne.
- Neemt een besluit aan in overeenstemming met de wet inzake de algemene of gedeeltelijke mobilisatie en de invoering van de staat van beleg in Oekraïne of in zijn specifieke gebieden, in het geval van een dreiging van agressie die een gevaar vormt voor de staatsonafhankelijkheid van Oekraïne.
- Neemt, in geval van noodzaak, een besluit over de invoering van de noodtoestand in Oekraïne of in zijn specifieke gebieden, en roept ook in geval van noodzaak bepaalde gebieden van Oekraïne uit tot zones van een ecologische noodsituatie – met daaropvolgende bevestiging van deze besluiten door de Verchovna Rada.
- Benoemt en ontslaat een derde van de leden van het Constitutionele Hof.
- Richt rechtbanken op volgens de procedure die door de wet is bepaald.
- Verleent hoge militaire rangen, hoge diplomatieke en andere hoge speciale rangen en klassen orden.
- Kent staatsprijzen toe; stelt presidentiële onderscheidingen vast en verleent deze.
- Neemt besluiten aan over de aanvaarding van het staatsburgerschap van Oekraïne en de beëindiging van het staatsburgerschap van Oekraïne, en over het verlenen van asiel in Oekraïne.
- Verleent gratie.
- Creëert, binnen de grenzen van de in de staatsbegroting van Oekraïne voorziene middelen, advies-, advies- en andere ondergeschikte organen en diensten voor de uitoefening van zijn of haar gezag.
- Ondertekent wetten die zijn aangenomen door de Verchovna Rada.
- Heeft het recht een veto uit te spreken over wetten die zijn aangenomen door de Verchovna Rada, waarna deze wetten opnieuw ter overweging worden voorgelegd aan de Verchovna Rada.

## Verkiezing

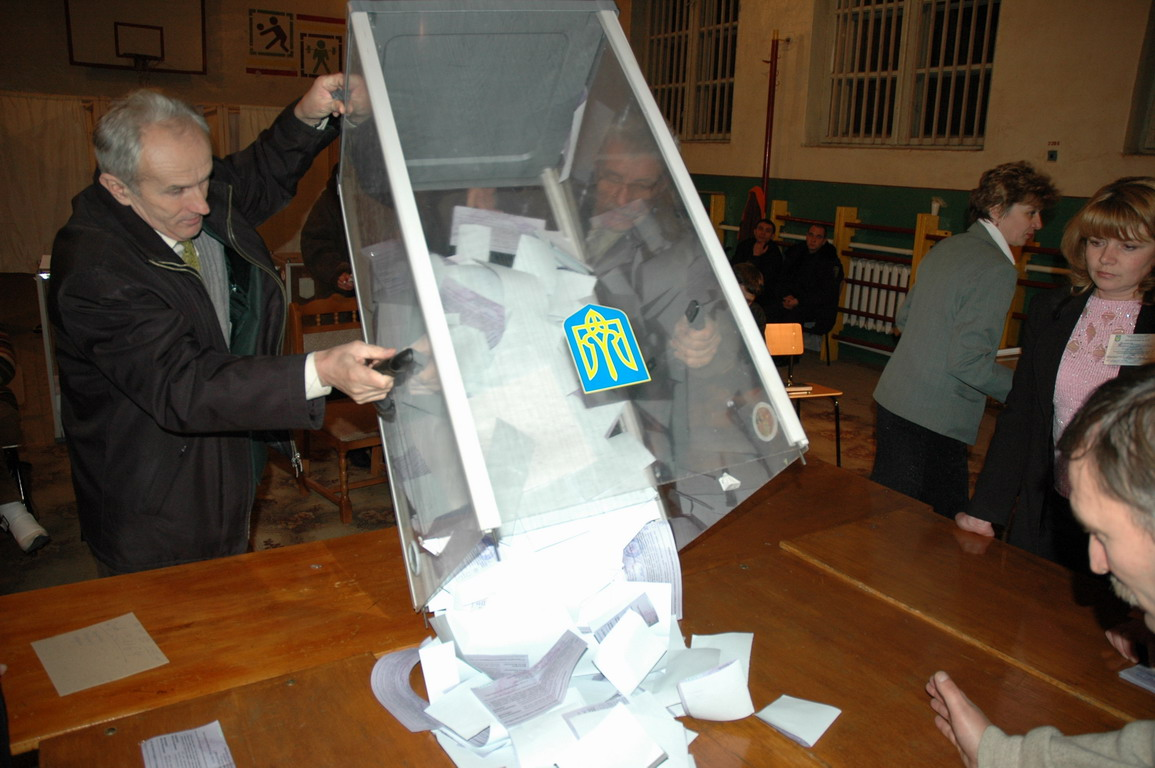
De telling van de stemmen tijdens de Oekraïense presidentsverkiezingen in 2004.

In de grondwet van Oekraïne staat ook vermeld welke eisen er zijn om president van Oekraïne te worden. Zo moet een burger de leeftijd van 35 jaar hebben bereikt, stemrecht hebben, de Oekraïense taal spreken, de afgelopen tien jaar vóór de verkiezingsdag in Oekraïne hebben gewoond en moet ten slotte een staatsburger van Oekraïne zijn. Alleen als een burger aan deze eisen voldoet, mag de burger zich beschikbaar stellen voor kandidatuur.
Door middel van rechtstreekse volksstemming wordt de president van Oekraïne gekozen. Alleen burgers die 18 jaar of ouder zijn mogen stemmen voor de presidentsverkiezingen. De president wordt gekozen voor een ambtstermijn van vijf jaar, met een maximum van twee opeenvolgende ambtstermijnen.
De Oekraïense kieswet voorziet in een kiesstelsel van twee ronden om de president te kiezen. Als in de eerste stemronde een kandidaat een absolute meerderheid heeft behaald, dan is een tweede stemronde niet nodig. Als geen enkele kandidaat een absolute meerderheid behaalt in de eerste stemronde, moeten de twee hoogste kandidaten in de tweede stemronde tegen elkaar strijden. De winnaar van de tweede stemronde wordt dan de nieuwe president van Oekraïne.
De eerste presidentsverkiezingen vonden plaats in 1991. In 2019 vonden de laatste presidentsverkiezingen plaats.

## Opvolging

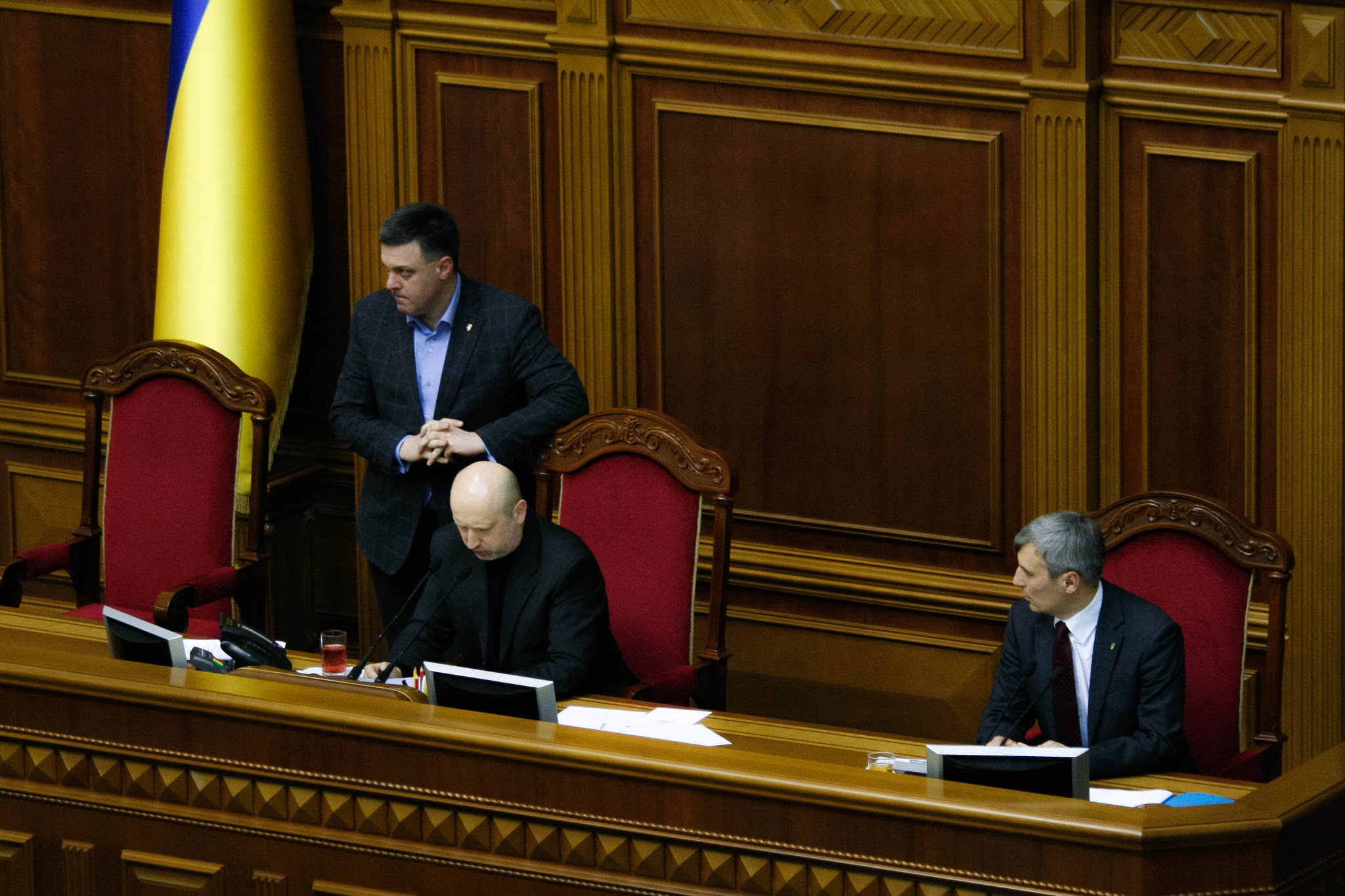
Parlementsvoorzitter Oleksandr Toertsjynov werd op 2 februari 2014 waarnemend president, na het aftreden van president Viktor Janoekovytsj.

Als de president van Oekraïne aftreedt, omdat de president vanwege gezondheidsredenen niet door kan regeren, ontslag neemt/krijgt of overlijdt, wordt de voorzitter van de Verchovna Rada de waarnemend president totdat er een nieuwe president wordt gekozen. De waarnemend president heeft dan geen recht om de natie en het parlement toe te spreken, de wetgevende macht te ontslaan, kandidaten te benoemen voor de parlementaire goedkeuring van regerings- en rechterlijke posten. De waarnemend president kan ook niet oproepen tot een referendum, militaire rangen en staatsorders toekennen en zijn recht op gratie uitoefenen. Er zijn geen grondwettelijke bepalingen voor de presidentiële opvolging in het geval dat zowel de president als de voorzitterspost vacant zijn.

## Residentie
De residentie van de president van Oekraïne is het Mariinskipaleis in Kyiv. Andere staatsresidenties zijn het Huis met Chimaeras en het Huis van de Huilende Weduwen Kyiv, het Yusupov-paleis op de Krim en Synehora in de oblast Ivano-Frankivsk.